# Guillaume de Fieubet
Pour les autres membres de la famille, voir Famille de Fieubet.
Guillaume de Fieubet, né à Toulouse en 1585 et décédé à Paris en 1636, est un magistrat du Parlement de Toulouse, issu d'une grande famille parlementaire, nommé premier président du Parlement de Provence en 1636.

## Biographie
Guillaume de Fieubet, fils du magistrat Arnaud de Fieubet, secrétaire des Etats de Languedoc et son épouse Jeanne de Madron, est né à Toulouse en 1585. Il est avocat général au Parlement de Toulouse, puis président à mortier dans la même cour. À Toulouse, il est notamment en relation avec Adrien de Monluc. 
Il est remarqué par Louis XIII qui le nomme le 20 février 1636 premier président du parlement de Provence. Il meurt à Paris en 1636 sans avoir pu prendre possession de son siège.
Il épouse le 2 février 1622 Marguerite de Saint-Pol, fille de Jacques de Saint-Pol, maître des requêtes. Ils ont quatre enfants :
- Gaspard de Fieubet (1622- 8 novembre 1686), premier président du parlement de Toulouse ;
- Bernard de Fieubet, secrétaire des commandements d'Anne d'Autriche, intendant des finances ;
- Isabelle de Fieubet, épouse de 1- 1646 Jean d'Olive 2- le 7 février 1654, Jean de Cassaigneau, conseiller au Parlement de Toulouse :
- Marguerite de Fieubet, épouse de Jean de Tourreil, procureur général du Parlement de Toulouse[3]. Dont Jacques de Tourreil, académicien.

Son frère Gaspard fonde la branche parisienne de la famille de Fieubet, dont Gaspard III de Fieubet, qui fait rénover l'hôtel Fieubet, et Paul de Fieubet.

## Héraldique
| Blason | Blasonnement : D'azur au chevron d'or accompagné en chef de deux croissants d'argent et en pointe d'une montagne isolée de même |

À l'époque moderne, les armoiries de ce type sont nombreuses. Le chevron d'or sur champ d'azur est la pièce honorable la plus utilisée, parce qu'il représente l'idée d'élévation. Il est souvent accompagné d'un meuble en pointe.